# Pico El León
Pico El León es el nombre que recibe una montaña localizada en el oeste del país suramericano de Venezuela, específicamente en la Cordillera de los Andes, administrativamente incluida en el estado Mérida.
Se halla entre la llamada Laguna del Gallo y la Laguna de los Anteojos, al este del Pico El Toro y al oeste de los Picos Bolívar, El Espejo y Bonpland.